# Смородинский спуск
Сморо́динский спуск — старинная улица в Шевченковском районе Киева.
Пролегает от Нагорной улицы до улицы Кирилловской.
Протяжённость около 750 м, покрытие — брусчатка.

## История
Известен с начала XX столетия под параллельными названиями: современным (от фамилии купцов Смородиновых, чья усадьба на Куренёвке упоминается с середины XVIII столетия) и Диковский спуск (от расположенной на нём усадьбы домовладельца Дикого). До середины XX столетия был застроен, теперь проходит через лесопарк. До начала 1980-х годов к Смородинскому спуску примыкала Смородинская улица (шла параллельно Кирилловской улице; ликвидирована в связи с перепланировкой).

## Географические координаты
координаты начала 50°28′29″ с. ш. 30°28′42″ в. д.
координаты конца 50°28′45″ с. ш. 30°28′50″ в. д.

## Транспорт
- Троллейбусы 6, 18, 33 (по Подольскому спуску)
- Автобус 31 (по Овручской улице)
- Трамваи 11, 12, 19 (по улице Кирилловской)
- Станция метро «Лукьяновская»
- Станция метро «Тараса Шевченко»
- Ж.д. станция Почайна
- Ж.д. станция Вышгородская

### Внешние ссылки
- Смородинский спуск на сервисе Яндекс.Панорамы.